# Colonești (gmina w okręgu Bacău)
Colonești – gmina w Rumunii, w okręgu Bacău. Obejmuje miejscowości Călini, Colonești, Poiana, Satu Nou, Spria, Valea Mare i Zăpodia. W 2011 roku liczyła 2106 mieszkańców.